# Mercedes-Benz W222
Mercedes-Benz W222 — шестое поколение флагманской серии представительских автомобилей S-класса немецкой марки Mercedes-Benz, выпускающееся с 2013 года. Пришло на смену модели W221. Разработкой дизайна, начатой ещё в 2009 году, занимался Роберт Лесник. Экстерьер новой модели позаимствован у CLA-класса и первого поколения W212 E-класса. Презентация автомобиля состоялась 15 мая 2013 года в Гамбурге, Германия.
Выпускается в вариантах кузова седан (с укороченной и удлинённой колёсными базами), купе и кабриолет (с 2015 года). Кроме того, имеет высокопроизводительные модификации от подразделения Mercedes-AMG в лице S63 AMG и S65 AMG (оба доступны в кузовах седан, купе и кабриолет), а также наиболее роскошную версию лимузин — Pullman, собранный суббрендом Mercedes-Maybach. Помимо заводского подразделения AMG автомобиль пользуется популярностью у различных тюнинг-ателье .
В 2017 году флагманская серия подверглась комплексному рестайлингу, который привнёс изменения во внешний вид, набор электронных систем и модельный ряд двигателей автомобиля. Внешние изменения затронули оптику, бамперы и решётку радиатора, в то время как внутренние коснулись рулевого колеса, цветовой палитры отделки и некоторых элементов передней панели (в частности дисплеи были помещены под единое стекло). Обновились существующие и добавились новые системы помощи водителю. Технические модернизации были внедрены как для дизельных, так и бензиновых силовых агрегатов. Рестайлинг также затронул и наиболее мощные модели от подразделения Mercedes-AMG (на S63 был установлен 4,0-литровый битурбированный двигатель V8) и Mercedes-Maybach. Новая версия S-класса 222-й серии была представлена в апреле 2017 года в рамках Шанхайского автосалона. В продажу автомобиль поступил летом того же года.
Осенью 2020 года немецкий концерн представил преемника 222 серии в лице Mercedes-Benz W223. В продажу автомобиль поступил в конце того же года.

## История

### Премьера (2013)
Шпионские фото W222, 2012 год
Разработка дизайна будущего 6-го поколения S-класса началась ещё в 2009 году. Главным дизайнером экстерьера был назначен Роберт Лесник. Внешний вид позаимствовали у CLA-класса и W212 E-класса первого поколения. Первые шпионские фотографии закамуфлированной модели появились в 2012 году. Тогда же были выдвинуты предположительные даты выхода автомобиль на рынок: короткобазный седан — в 2012 году, седан с удлинённой колёсной базой и купе — в 2013, 4-местный кабриолет — в 2014 году.
Дебют 6-го поколения Mercedes-Benz на 222-й платформе состоялся 15 мая 2013 в Гамбурге, Германия. Производство первых версий автомобиля было налажено в июне на заводах в Зиндельфингене.
В Европе продажи моделей S400 Hybrid, S350 BlueTEC, S350 BlueTEC Hybrid и S500 (S550 для США) стартовали в сентябре 2013 года. В ноябре к ним добавилась полноприводная версия 4MATIC и в то же время стартовали продажи и доставка автомобилей в Японии. Продажи в Китае начались конце сентября 2013 года. Стартовая цена (включая 19 % НДС) в Германии на момент начала продаж составляла €79 789,50 для модели S350 BlueTEC с укороченной колёсной базой.
В 2013 году на Франкфуртском автосалоне были представлены модели S500 Intelligent Drive — автопилотируемая версия седана S500, — и S63 AMG с 5,5-литровым V8 мотором мощностью 430 кВт (585 л. с.) и 900 Н·м крутящего момента. Расход топлива мощной модификации составил 10,1—10,3 л на 100 км. Впервые в истории марки новая версия автомобиля от подразделения Mercedes-AMG использовала систему полного привода AMG 4MATIC.
На Токийском и Лос-Анджелеском автосалонах 2013 года был представлен автомобиль S65 AMG от подразделения Mercedes-AMG. В том же году модель была представлена на автосалоне в городе Осака, Япония. Автомобиль получил мощный 6-литровый битурбированный V12 двигатель мощностью 463 кВт (630 л. с., 4800 об/мин) и 1000 Н·м крутящего момента. В продажу модель поступила в марте 2014 года.
На автосалоне в Торонто и Франкфуртском автосалоне 2013 года была представлена серийная версия S500 plug-in Hybrid. Автомобиль оснастили 3,0-литровым V6 твин-турбо двигателем мощностью 245 кВт (333 л. с.), дополнительно осщанённым электромотором (80 кВт / 109 л. с., 340 Н·м). Доставки модели начались в сентябре 2014 года. Стартовая цена составила €108 945. Поставки в США начались в начале 2015 года. На сентябрь 2014 года в Германии было зарегистрировано 17 единиц данной модели.
На Франкфуртском автосалоне 2013 года также был представлен концепт купе S-класса на основе седана 222-го кузова. Этой моделью Mercedes-Benz возвращается к давно забытой традиции наименования собственных крупногабаритных купе. Самый первый автомобиль этого класса, появившийся в модельном ряду марки в 1952 году, носил название Mercedes-Benz S300 Coupe. В 2014 года дебютировала серийная модель в кузове купе.
В январе 2014 года на Североамериканском международном автосалоне была представлена модель S600 с большой колёсной базой. Автомобиль оснащается 6,0-литровым V12 битурбированным двигателем, генерирующим мощность в 390 кВт (530 л. с.) и 830 Н·м крутящего момента. В новую версию вошли ECO система «старт-стоп», опциональные тачпад и head-up дисплей, система COLLISION PREVENTION ASSIST PLUS и иные элементы. Продажи новой модели начались с марта 2014 года.
За период 07/2013—10/2014 год компания продала более 100 000 единиц нового автомобиля 222 серии S-класса на рынках Китая, США и Германии.
В 2015 году на Франкфуртском автосалоне была представлена версия Mercedes-Benz S-класс в кузове кабриолет одновременно с AMG модификацией. Через 44 года новый автомобиль вновь пополняет ряды моделей S-класса с откидным верхом: последние такие транспортные средства выпускались с 1961 по 1971 год (111 и 112 серии).
Спустя два года после своего дебюта семья автомобилей актуального S-класса стала теперь полной. Ещё никогда в представительском классе мы не предлагали сразу шесть вариантов кузова, и никогда прежде мы не были столь успешны.проф. д-р Томас Вебер, член Правления концерна Daimler AG

### Рестайлинг (2017)
В ноябре 2015 года в сети стали появляться первые шпионские фотографии рестайлинговой версии S-класса в 222-м кузове. Среди внешних изменений выделяются новая головная оптика, новый трёхспицевый руль и решётка радиатора. Также на обновлённые автомобили будет устанавливаться усовершенствованная мультимейдийная система COMAND Online. Предполагается, что премьера рестайлингового S-класса состоится в 2016 году.
В конце февраля 2016 года в процессе открытых испытаний был замечен тестовый прототип рестайлинга Mercedes-Benz W222. Автомобиль, замеченный фотошпионами, скрывал головную оптику, что указывало на обновление её внешнего вида. Кроме того, передний бампер был скрыт под чёрным камуфляжем, указывая, что его также ждут изменения. Предполагалось, что компания подготовит новый комплект литых дисков и может немного изменить корпуса боковых зеркал. Задняя часть осталась практически идентичной старой версии модели. В салоне автомобиля заметили исчезновение кнопок между двумя экранами, размеры которых предположительно, будут также увеличены. Рулевое колесо также скрыли камуфляжем.
В рамках Шанхайского автосалона, проходившего в апреле 2017 года, компанией Mercedes-Benz была представлена рестайлинговая версия флагманского седана S-класса 222-й серии. Как стало известно, изменения затронули как внешность автомобиля, так и модельный ряд двигателей и список технологических решений. Помимо базовой модели представители немецкого автоконцерна представили в Шанахае и модификации от подразделения Mercedes-AMG — S63 4Matic+ и S65.
В число модификаций экстерьера модели вошли новые бампера, иная передняя оптика (с тремя светодиодными полосами), обновлённые задние фонари (с технологией «звёздная пыль», представленной на E-классе), видоизменённая решётка радиатора (внешний вид варьируется от модели к модели), семь новых вариантов колёсных дисков диаметром 17−20 дюймов, а также хромированная отделка, соединяющая патрубки выхлопной системы. Огни заднего хода переливаются в момент блокировки или разблокировки замков. В качестве опции на заказ стали доступны адаптивные фары Multibeam с автоматическим затемнением отдельных секций при приближении к встречному автомобилю (фирменная система «Intelligent Light System») и дальним лучом «Ultra Range», обеспечивающим световой поток больше одного люкса на дистанции свыше 650 метров. Во внешности AMG моделей видны изменения диффузора, оптики и бамперов.
Интерьер рестайлингового S-класса также претерпел некоторые изменения. Два 12,3-дюймовых дисплея на передней панели поместили под общее стекло. Центральный монитор оснащается функцией «split view», благодаря которой водителю и пассажиру транслируются различные картинки одновременно. Тем не менее, экраны не стали сенсорными. Обновился также и дизайн рулевого колеса. В салоне появились новые варианты деревянной отделки и обновилась атмосферная светодиодная подсветка. К управлению системой мультимедиа COMAND добавлены небольшие тачпады на спицах руля.
Технической доработке и обновлению подверглись силовые агрегаты модели, множество систем помощи водителю и различное электрооборудование. На моделях S350 d 4MATIC и S400 d 4MATIC вместо дизельного V6 двигателя установили рядный шестицилиндровый (I6) агрегат из нового модульного семейства рабочим объёмом в 3,0 литра и мощностью в 286 л. с., 600 Н·м и 340 л. с., 700 Н·м соответственно. Данные двигатели оснащены битурбонаддувом, системой регулировки подъёма клапанов «Camtronic», улучшенным покрытием цилиндров. По заявлению компании, седаны с новыми силовыми агрегатами потребляют 5,5 и 5,6 литров топлива на 100 км в комбинированном цикле. Появилась новая модель S560 4MATIC с битурбированным V8 двигателем, мощность которого составляет 469 л. с., а крутящий момент — 700 Н·м. На мощную модификацию Mercedes-AMG S63 установили известный по иным автомобилям компании 4,0-литровый битурбированный V8 двигатель, отдача которого после регулировки составила 612 л. с. и 900 Н·м. Работает он в паре с девятиступенчатой фирменной трансмиссией 9G-Tronic SpeedShift MCT. Благодаря данным обновлениям скорость разгона S63 AMG с 0 до 100 км/ч стала составлять всего 3,5 секунды. Модель S65 AMG осталась без изменений.
В число технических усовершенствований также вошла 48-вольтовая бортовая сеть, а также множество обновлённых и новых систем помощи водителю. Характеристики подвески «Magic Body Control» были улучшены за счёт повышения качества сканирования дорожного покрытия стереокамерой, которая стала работать даже в сумерках и на скоростях до 180 км/ч. Была добавлена функция откренивания — наклона кузова внутрь поворота на угол до 2,65 градуса. На рестайлнговом Mercedes-Benz W222 появилась система помощи при объезде препятствия «Evasive Steering Assist», которая ранее дебютировала на Е-классе. Активный помощник смены полосы в течение десяти секунд проверяет положение и скорости соседних автомобилей, если водитель притронется к рычажку поворотника, и помогает перестроиться. Обновился и адаптивный круиз-контроль, который теперь, ориентируясь по карте, заранее снижает темп с приближением к изгибам дороги, перекрёсткам, спускам, пунктам оплаты проезда. Автоматический ограничитель скорости также интегрировали с навигационной системой. В число новых функций флагманской модели вошла система «Energizing Comfort Control», которая впервые соединила в одной кнопке климат-контроль, ароматизацию, обогрев, вентиляцию и массаж в креслах, 64-цветную подсветку и систему мультимедиа. Кроме того, в данный набор добавлен активный помощник аварийной остановки («Active Emergency Stop Assist»), который снижает скорость седана вплоть до остановки в своей полосе с включение аварийной световой сигнализации в том случае, если обнаруживает, что водитель больше не управляет автомобилем. Ассистент удержания на полосе сперва предупреждает человека за рулём о непреднамеренном приближении к разметке вибрацией, а если тот не реагирует, подправляет траекторию автомобиля лёгкими тормозными усилиями.
Представители компании также сообщили, что флагманская серия в дальнейшем получит ещё ряд усовершенствований. В их число входит новый бензиновый рядный двигатель с шестью цилиндрами (M256) с электрическим наддувом, интегрированным стартёром-генератором и 48-вольтовой бортовой системой для привода вспомогательных агрегатов (водяной насос, кондиционер). Предварительные характеристики мощности составляет 408 л. с. и 500 Н·м. Также в планах значится доработка гибридной модели S 500 e, в число модификаций которой должна войти батарея увеличенной ёмкости.
Российская презентация обновлённого S-класса состоялась 1 июня 2017 года в Санкт-Петербурге в рамках Петербургского международного экономического форума. Базовые версии рестайлинговой модели, а также модели Maybach и Mercedes-AMG S63 стали доступны на рынке России с августа 2017 года, а в конце осени к ним присоединились модели S600, Mercedes-AMG S65 и S500 e. В Европе ресталинговые автомобили появились в июле 2017 года.
Осенью 2017 года в рамках Франкфуртского автосалона компания представила новую гибридную модель представительского седана: S560 e. Электродвигатель с обновлённым электромеханическим модулем (более компактный и эффективный) мощностью 122 л. с. и 440 Н·м крутящего момента встроен между ДВС (367 л. с.) и девятиступенчатой АКП 9G-Tronic Plus. Его работой управляет программное обеспечение «Eco Assist» компании Bosch, которое оценивает маршрут, текущие условия движения, трафик и на основании данных параметров выстраивает необходимый алгоритмы работы двигателей. В частности, максимально использует выгоду движения накатом и подсказывает водителю усилием на педали газа в том случае, если нет необходимости в повышении давления на педаль. За счёт запасённой в литий-ионной батарее на 13,5 кВт/ч (увеличена в 1,5 раза) энергии данный автомобиль способен проехать до 50 км только на электроэнергии. Аккумуляторы стали компактнее, часть «гибридных» компонентов переехала под капот, благодаря чему объём багажника вырос с 395 до 410 литров. Из основных особенностей модели особо выделяется функция предварительного прогрева или охлаждения салона, которую можно активировать удалённо — через специальное фирменное приложение для смартфонов.

### Mercedes-Maybach
В 2015 году компания Mercedes-Benz объявила о возрождении марки Maybach в качестве суб-бренда на основе платформы 222. Новая серия станет наиболее роскошной версией 6-о поколения S-класса. Первая модель должна составить конкуренцию таким автомобилям, как Bentley Flying Spur и Rolls-Royce Ghost. Её колёсная база составляет 3365 мм при длине кузова в 5453 мм. Автомобиль будет доступен с двигателями S500 (S550 для США) и S600 с опциональным полным приводом 4MATIC и V8 двигателями.
Для Mercedes-Maybach доступны вентилируемые, обогреваемые сиденья с функцией массажа, подогрев подлокотников, ионизация воздуха и акустическая система Burmester 3D surround sound system на 1540 ватт. Среди качеств, отличающих автомобили Mercedes-Maybach от серийных моделей — больший простор, а также варианты роскошно-представительского исполнения интерьера с массой возможностей индивидуализации. Ключевым отличительным признаком внешнего дизайна является новая боковая линия: эффектная задняя дверь укорочена на 66 мм, по сравнению с таковой у S-класса с длинной базой. В ней нет треугольного стекла, поскольку последнее перенесено в заднюю стойку кузова. Задние стойки кузова на обеих сторонах украшает благородная эмблема «Maybach» в виде двойной буквы «М» внутри треугольника с закруглёнными сторонами. Двери в базовой комплектации имеют облицовку с прострочкой вручную. Такие элементы, как декоративные детали в варианте дерево/хром и кожа на элементах подоконного пояса облицовки дверей, хромированные решётки высокочастотных динамиков и световоды подсветки салона Ambient Lighting сбоку на дверных подлокотниках, создают в салоне ощущение визуального простора и высокого стиля.
Производство Mercedes-Maybach S500/S600 было налажено в сентябре 2015 года в городе Пуна, Индия.

#### Pullman
Весной 2015 года на Женевском автосалоне подразделение Mercedes-Maybach представило 222 серию Mercedes-Benz S-класса в кузове лимузин — Mercedes-Maybach S600 Pullman. Название «Pullman» изначально применялось для железнодорожных вагонов с роскошными купе и открытой планировкой, изготовленных американской компанией Pullman Palace Car Company. Его же и переняла марка Mercedes-Benz для обозначения автомобилей с чрезвычайно длинной колёсной базой и очень просторными салонами. Модель длиной 6.5 метра (что на 1053 мм длиннее стандартного S-класса) с колёсной базой в 4418 мм и просторным салоном оснащается 6 местами для посадки пассажиров и большим набором удобств в стандартной комплектации. Опционально доступно бронирование кузова.
Первая представленная модель S600 оснащается V12 6,0-литровым твин-турбированным двигателем, выдающим мощность в 390 кВт (530 л. с.) и 830 Н·м при 1900 об/мин крутящего момента. В будущем компания Mercedes-Benz планирует выпустить версию лимузина с гибридным двигателем.
Особенностью автомобиля являются специальные сиденья с повышенным уровнем комфорта благодаря особой настройке кинематики. Подушка и спинка регулируются раздельно. Для представительских сидений максимальный угол наклона спинки составляет 43.5 градуса. Наиболее вертикальное положении в 19 градусов позволяет пассажиру расположиться на сиденьях лёжа. Подголовники оснащаются дополнительной подушкой в базовой комплектации автомобиля. Кожаная обивка интерьера также является стандартом для всей линейки Pullman. Водителя и пассажиров разделяет стеклянная, электронно регулируемая перегородка с возможностью затемнения.
Цены на Mercedes-Maybach Pullman в базовой комплектации на момент премьеры стартовали с около €500 000. Первые клиенты получили автомобиль в начале 2016 года.

## Описание

### Экстерьер
По словам представителей компании Mercedes-Benz, «внешний вид нового автомобиля отражает уверенность без сильно выраженной агрессивности, динамичность, одновременно сочетает простоту и сложность». С целью подчеркнуть представительский статус Mercedes-Benz 222 серии, решётка радиатора была увеличена и получила отчётливый трёхмерный дизайн. Установленные на ней 4 пластины сужаются к низу и не соприкасаются с хромированной рамкой. Ромбовидные перфорационные отверстия заменили на крошечные чёрно-глянцевые воздухозаборники в решётке радиатора. Фронтальная часть автомобиля завершается хромированной полосой на нижней части бампера.
Фары имеют чётко выраженный контур. При заказе динамических высокопроизводительных светодиодных фар с функцией Intelligent Light System индикаторы, габаритные и дневные ходовые огни располагаются за линзами. Надпись «Mercedes-Benz» на фарах оснащается подсветкой. Около 100 лет после прошло с момента введения электрического освещения в автомобилях и с 222 модели компания Mercedes-Benz осуществила полный переход на светодиодную технологию — 222 серия S-класса, по заявлению производителя, является первым автомобилем в мире, чей интерьер и экстерьер сделаны без единой лампочки накаливания в самой базовой комплектации. Так около 500 светодиодов участвуют в освещении дороги, интерьера и багажника:
- 56 светодиодов расположены в фарах ближнего света;
- задние фонари: каждый с 35 светодиодами (+ 4 для противотуманных фар)
- около 300 светодиодов освещают интерьер.

Качество освещения усиливается двумя системами помощи, которые прошли несколько ключевых усовершенствований — Adaptive Highbeam Assist Plus и Night View Assist Plus. Для работы новых энергосберегающих светодиодных фар ближнего света требуется всего 34 Вт. Для сравнения, чтобы произвести тот же световой поток галогенным фарам необходимо 120 Вт, а ксеноновым — 84 Вт. По заверениям представителей компании это позволило сократить потребление топлива до 0,05 литра на 100 километров, что снижает выбросы вредных веществ CO2 на 2,1 г/км.
Жёсткий кузов модели разрабатывался в соответствии с понятиями о представительском классе автомобилей — повышенная безопасность, низкий уровень шума и вибрации. Гибридный каркас выполнен из лёгкого алюминия. Жёсткость на кручение по отношению к весу и размеру транспортного средства была улучшена на 50 % по сравнению с предыдущей моделью (40,5 кНм/град против 27,5 кНм/град). С момента выхода модели Mercedes-Benz W220 в 1990-х годах доля алюминия возросла до более чем 50 %. В дополнение к этому, в определенных местах узловых областей новой модели был применён конструкционный пенопласт. Легковесный дизайн, созданный на основе специальных материалов и геометрической оптимизации в сочетании с весьма сложными соединительными технологиями, позволил новому поколению S-класса поднять планку в сегменте роскошных седанов без прибавки в общей массе автомобиля.
Благодаря длинному капоту, куполообразной крыше и плавно «перетекающей» задней части автомобиля 222 серия имеет классические пропорции седана. Габариты кузова и пространство салона разрабатывались таким образом, чтобы Mercedes-Benz W222 соответствовал статусу престижного автомобиля. Внимание дизайнеров немецкого концерна было уделено множеству внешних элементов кузова. Так, согласно пресс-релиза, новые внешние зеркала имеют более динамичный вид, а ручки дверей подчёркивают характерные линии кузова. Общая конструкция подчёркивается при помощи хромированных полосок (бампера, пороги и т. д.). Слегка скошенная задняя часть автомобиля добавляет модели аэродинамические преимущества. Горизонтальные линии, идущие от крышки багажника к бамперу, подчёркивают ширину автомобиля. Отличительной чертой модели является подпись дизайнеров Mercedes-Benz, которую можно найти на заднем стекле. Верхняя часть специально стекла округлена таким образом, чтобы придавать автомобилю купе-образный характер. Трёхмерная хромовая вставка на крышке багажника добавляет новый аспект в общий дизайн экстерьера.
S-класс 222 серии получил новые задние фонари, полностью утопленные в кузов автомобиля. Благодаря трём горизонтально расположенным волоконно-оптическим кабелям, дизайн новой модели является отличительной чертой марки Mercedes-Benz. Задняя противотуманная фара расположена в центральной части бампера, в то время как отражатели элегантно интегрированы на левой и правой сторонах.

### Интерьер
Благодаря продуманной архитектуре дизайн интерьера нового поколения S-класса воплощает идеи классического, роскошного и технологического седана. Горизонтальные элементы и линии создают установку, характеризующуюся визуальной широтой и спокойной твёрдостью. Высококачественная и элегантная отделка сочетается с функциональностью и ясностью концепции: дизайн интерьера платформы 222 сочетает в себе комфорт, простор и удобство автомобиля представительского класса. При разработке салона была щедро применена отделка из высокосортных пород древесины; особенно это наблюдается в приборной панели и центральной консоли. Металлизированные переключатели с перламутровым эффектом окраски выполняются в трёх цветовых оттенках.
Пассажиры на задних сиденьях также сидят в «первом классе» — дизайн сидений, дверные панели и все элементы управления выполнены по тем же высоким стандартам, что и в передней части салона. В качестве дополнительной опции доступен пакет First-Class rear suite, в который входит дополнительное оборудования для задних пассажирских мест, такое как телефон, раскладной столик, дополнительный отсек для хранения вещей и другое.
При производстве передней панели салона главными её качествами стали эргономика, удобство эксплуатации и безопасность наряду с привлекательностью. На центральной консоли автомобиля располагаются два 12,3" TFT дисплея с высоким разрешением. Левосторонний экран отображает всю необходимую для водителя информацию, правосторонний выполняет информационно-развлекательную роль и функции управления устройствами автомобиля. Новые возможности управления включают сенсорный тачпад с памятью под 12 функций. Основным элементом управления является поворотно-нажимной переключатель. Также доступно распознавание голосовых команд при помощи уже известной технологии LINGUATRONIC с системой Speech Dialog System. Водитель или пассажиры получили возможность делать звонки по телефону, набирать SMS сообщения или писать на email без рук, используя только головные команды.
Благодаря дальнейшему развитию всей системы климат-контроля, особое внимание было уделено целям в области развития производительности, качества воздуха, точной регулировки, уровня шума и эффективности работы. Новой опцией 6-го поколения S-класса стал пакет AIR-BALANCE, который включает ароматизаторы (система ароматизации включается и выключается вручную, с ручной регулировкой интенсивности), ионизацию и ещё более эффективную фильтрацию по сравнению со стандартной моделью. Устройство ароматизации располагается в перчаточном ящике автомобиля. Каждые пять минут ароматизированный воздух поступает в салон через вентилятор кондиционера. Именитый парфюмер Марк фом Энде (англ. Marc vom Ende) создал 4 аромата: Freeside Mood (лёгкий цитрус), Nightlife Mood (специи, уд), Downtown Mood (цветы, мускус) и Sports Mood (зелень, цитрус). Каждый из них разработан с целью дополнить и подчеркнуть оригинальный аромат кожаного салона нового автомобиля. Автоматический климат-контроль THERMOTRONIC обладает двумя дополнительными зонами обдува в задней части салона. Ещё одним новшеством кузова 222 стало электрическое отопление подлокотников.
Сиденья, установленные в автомобиле, также получили обновление. Они получили новую систему массажа ENERGIZING, основанной на принципе горячих камней или активной вентиляции при помощи реверсивных вентиляторов. Разработчики Mercedes-Benz уделили особое внимание задним сиденьям, предоставив выбор из пяти различных вариантов, включая эксклюзивное сиденье с регулируемой спинкой (с наклоном до 43,5 градусов). Ключевые параметры сидений модели Mercedes-Benz S-класса 222 серии выглядят следующим образом:
- регулировка спереди и сзади: 290 мм
- высота сидений: 65 мм
- глубина подушки сидения: 65 мм
- высота подголовника: 60 мм
- угол наклона подушки: +/- 2.5 градуса
- угол наклона спинки: 27 градусов вперёд

Автомобиль Mercedes-Benz W222 комплектуется мультимедийным центром COMAND Online, работающим на процессоре Intel Atom, и новой акустической системой с 10 динамиками в стандартной комплектации. По заказу может быть установлена одна из двух высококачественных аудио-систем, разработанных совместно инженерами Mercedes-Benz и Burmester — Burmester Surround Sound system или Burmester High-End 3D‑Surround Sound system с 24 динамиками.

### Шасси

#### Ходовая часть
В стандартную комплектацию платформы 222 входит улучшенная версия пневматической подвески AIRMATIC c постоянно работающей системой адаптивного демпфирования Adaptive Damping System (ADS PLUS). Уровень дорожного просвета транспортного средства регулируется автоматически в зависимости от скорости автомобиля. Он понижается до 20 мм на скорости свыше 120 км/ч: аэродинамическое сопротивление снижается, и, благодаря низкому центру тяжести автомобиля, курсовая устойчивость повышается. Панель управления на центральной консоли 222 серии позволяет водителю повысить уровень транспортного средства на 30 миллиметров при прохождении участков дороги с неровным покрытием или, например, при въезде в гараж с высоким порогом.
Система адаптивного демпфирования в модели 222 серии S-класса получила обновление. Полностью автоматическое решение с электронным управлением регулирует систему амортизаторов на каждом колесе по мере необходимости. Технология обзавелась новой функцией в виде непрерывной регулировки демпфирования. Это означает, что оптимальная рабочая точка подбирается индивидуально на основе различных данных, таких как ускорение, уровень дорожного просвета или скорости транспортного средства. Кнопка на центральной консоли позволяет водителю выбрать спортивный режим подвески в качестве альтернативы комфортной.
Передняя ось автомобиля оснащена четырёх-рычажной подвеской. Рычаги выполнены из кованого алюминия. Поперечно расположенный рулевой механизм находится в передней части центра колеса. Расположение и конструкция компонентов колеса создают выгодные характеристики для кинематики оси, обеспечивая большую продольную силу рычагов, тем самым минимизируя чувствительность шин дисбалансов и колебаний силы торможения.
Новая модель S-класса обладает системой ROAD SURFACE SCAN. Если стерео-камера, являющаяся частью данной системы, обнаруживает на дорожной поверхности неровности, то опциональная система MAGIC BODY CONTROL мгновенно перестраивает подвеску под условия дорожного покрытия. На основании изображений с камеры и информации о текущих характеристиках движения блок управления постоянно вычисляет оптимальную стратегию управления для преодоления неровностей. Камера располагается за ветровым стеклом и сканирует пространство до 15 метров впереди автомобиля, обеспечивая точное изображение дорожных контуров. Данная инновационная система доступна в качестве опции для моделей с V8 двигателями совместно с модифицированной технологией активного контроля кузова (Active Body Control).

#### Трансмиссия
Все автомобили на платформе 222 независимо от комплектации оснащаются 7-ступенчатой автоматической коробкой передач 7G-Tronic Plus. Варианты в кузове купе и кабриолет, а также модели S350 BlueTEC 4MATIC, S500 и S500 4MATIC (с 2015 года) c используют 9-ступенчатую 9G-Tronic.

#### Рулевое управление
В стандартной комплектации автомобиль Mercedes-Benz W222 оснащается электро-механической системой рулевого управления Direct-Steer, существенно повышающей управляемость и маневренность транспортного средства. В новой системе рулевой привод и поддерживающий сервопривод образуют единый компактный блок, установленный на чрезвычайно жёсткой и лёгкой составной опорной раме из алюминия.

#### Тормозная система
Большие тормозные диски спереди и сзади обеспечивают технологическую основу для безопасного и надёжного торможения с помощью электронной системы управления тормозами ADAPTIVE BRAKE. Данная технология короткими сериями применяет тормоза на мокрой дороге через определенные промежутки времени для того, чтобы высушить тормозные диски. Мелко отмеренные тормозные импульсы незаметны для водителя. Система является полностью автоматизированной и включается в том случае, если стеклоочистители работают уже в течение определённого периода времени. В зависимости от установленного двигателя диаметр дисков составляет до 370 миллиметров спереди и до 360 мм сзади. В состав стандартной комплектации всех версий нового S-класса входит электрический стояночный тормоз и система ESP с функцией Dynamic Cornering Assist.

### Кузова
Автомобиль на платформе 222 доступен в трёх вариантах кузова (все седан): укороченная колёсная база или SWB (W 222), удлинённая колёсная база или LWB (V 222) и Mercedes-Maybach (X 222).
| Тип кузова:          | Укороченная колёсная база (W222) | Удлинённая колёсная база (V222) | Mercedes-Maybach (X222) |                   |
| Модель               | Годы производства                | Годы производства               | Годы производства       | Годы производства |
| Бензиновые двигатели | Бензиновые двигатели             | Бензиновые двигатели            | Бензиновые двигатели    |                   |
| -------------------- | -------------------------------- | ------------------------------- | ----------------------- | ----------------- |
| S320 (Китай)         | —                                | июнь 2014 —                     | —                       |                   |
| S400 (Китай)         | —                                | октябрь 2013 —                  | —                       |                   |
| S400 Hybrid          | июнь 2013 —                      | июнь 2013 —                     | —                       |                   |
| S500/S550 (США)      | июнь 2013 —                      | июнь 2013 —                     | февраль 2015 —          |                   |
| S500 4Matic          | июнь 2013 —                      | июнь 2013 —                     | июнь 2015 —             |                   |
| S500 plug-in Hybrid  | —                                | март 2014 —                     | —                       |                   |
| S600                 | —                                | март 2014 —                     | февраль 2015 —          |                   |
| S63 AMG              | июнь 2013 —                      | —                               | —                       |                   |
| S63 AMG 4MATIC       | июнь 2013 —                      | июнь 2013 —                     | —                       |                   |
| S65 AMG              | —                                | январь 2014 —                   | —                       |                   |
| Дизельные двигатели  |                                  |                                 |                         |                   |
| S300 BlueTEC Hybrid  | март 2014 —                      | март 2014 —                     | —                       |                   |
| S350 BlueTEC         | 2013—                            | 2013—                           | —                       |                   |
| S350 BlueTEC 4MATIC  | март 2014 —                      | март 2014 —                     | —                       |                   |

### Двигатели
На момент запуска автомобиля в производство было доступно 5 версий двигателей: 2 гибридных (S400 HYBRID и S300 BlueTEC HYBRID), 1 бензиновый (S500) и 1 дизельный (S350 BlueTEC). Все модели имели лучший класс эффективности в своём сегменте (S300 BlueTEC HYBRID — «A+», S400 HYBRID и S350 BlueTEC — «A») и обладали сниженным до 20 % расходом топлива по сравнению с предыдущей моделью серии. Все двигатели соответствуют требованиям стандарта Евро-6. Также во время анонса нового S-класса 222 серии профессор Томас Вебер, глава исследовательской группы и отдела развития Mercedes-Benz, заявил о ближайшем выпуске гибридной модели S500 plug-in Hybrid.
В 2013 году к модельному ряду двигателей присоединились модели S63 AMG и S65 AMG, а также гибридный (бензиновый ДВС + электромотор) S500 plug-in Hybrid.
В 2014 году S-класс обзавёлся моделями S600, S350 BlueTEC 4MATIC и S65 AMG. Через год к ним добавился S400 4MATIC. Автомобили суб-бренда Mercedes-Maybach оснащаются теми же двигателями, что и обычный седан Mercedes-Benz W222, однако именуются они с приставкой Maybach.
|  |  |  |  |

#### Бензиновые
| Модель                              | S 400 h (L)                                             | S 400 4MATIC (L)                         | S 450 (L)                                                    | S 450 4MATIC (L)                                             | S 500 (L)                                                    | S 500 e L                                | S 500 (L)                                | S 500 4MATIC (L)                         | S 560 (L)                                | S 560 4MATIC (L)                         | S 560 e L                                | AMG S 63 (L)                        | AMG S 63 4MATIC L                   | AMG S 63 4MATIC+ L                       | S 600 L                                  | AMG S 65 L                               |
| Годы выпуска                        | 06/2013-06/2017                                         | 04/2015-06/2017                          | с 07/2017                                                    | с 07/2017                                                    | с 07/2017                                                    | 09/2014-06/2017                          | 06/2013-06/2017                          | 09/2013-06/2017                          | с 07/2017                                | с 07/2017                                | с 10/2018                                | 09/2013-06/2017                     | 09/2013-06/2017                     | с 07/2017                                | с 04/2014                                | с 03/2014                                |
| Двигатель*                          | M276 DE 35                                              | M276 DE 30 AL                            | M256 E30 DEH LA G (R)                                        | M256 E30 DEH LA G (R)                                        | M256 E30 DEH LA G (R)                                        | M276 DE 30 AL                            | M278 DE 46 AL                            | M278 DE 46 AL                            | M176 DE 40 AL                            | M176 DE 40 AL                            | M276 DE 30 AL                            | M157 DE 55 AL                       | M157 DE 55 AL                       | M177 DE 40 AL                            | M279 E 60 AL                             | M279 E 60 AL                             |
| Характеристики                      |                                                         |                                          |                                                              |                                                              |                                                              |                                          |                                          |                                          |                                          |                                          |                                          |                                     |                                     |                                          |                                          |                                          |
| Тип двигателя                       | V6 + электромотор                                       | V6                                       | R6 + электромотор                                            | R6 + электромотор                                            | R6 + электромотор                                            | V6 + электромотор                        | V8                                       | V8                                       | V8                                       | V8                                       | V6 + электромотор                        | V8                                  | V8                                  | V8                                       | V12                                      | V12                                      |
| Система питания                     | прямой впрыск топлива                                   | прямой впрыск топлива                    | прямой впрыск топлива                                        | прямой впрыск топлива                                        | прямой впрыск топлива                                        | прямой впрыск топлива                    | прямой впрыск топлива                    | прямой впрыск топлива                    | прямой впрыск топлива                    | прямой впрыск топлива                    | прямой впрыск топлива                    | прямой впрыск топлива               | прямой впрыск топлива               | прямой впрыск топлива                    | впрыск во впускной коллектор             | впрыск во впускной коллектор             |
| Оснащение                           | —                                                       | битурбо                                  | битурбо                                                      | битурбо                                                      | битурбо                                                      | битурбо                                  | битурбо                                  | битурбо                                  | битурбо                                  | битурбо                                  | битурбо                                  | битурбо                             | битурбо                             | битурбо                                  | битурбо                                  | битурбо                                  |
| Рабочий объём                       | 3498 см3                                                | 2996 см3                                 | 2999 см3                                                     | 2999 см3                                                     | 2999 см3                                                     | 2996 см3                                 | 4663 см3                                 | 4663 см3                                 | 3982 см3                                 | 3982 см3                                 | 2996 см3                                 | 5461 см3                            | 5461 см3                            | 3982 см3                                 | 5980 см3                                 | 5980 см3                                 |
| Мощность                            | 225 кВт + 20 кВт (306 л. с. + 27 л. с.) при 6500 об/мин | 245 кВт (333 л. с.) при 5250-6000 об/мин | 270 кВт + 16 кВт (367 л. с. + 22 л. с.) при 5500-6100 об/мин | 270 кВт + 16 кВт (367 л. с. + 22 л. с.) при 5500-6100 об/мин | 320 кВт + 16 кВт (435 л. с. + 22 л. с.) при 5900-6100 об/мин | 325 кВт (442 л. с.) при 5250-5500 об/мин | 335 кВт (455 л. с.) при 5250-5500 об/мин | 335 кВт (455 л. с.) при 5250-5500 об/мин | 345 кВт (469 л. с.) при 5250-5500 об/мин | 345 кВт (469 л. с.) при 5250-5500 об/мин | 270 кВт + 90 кВт (367 л. с. + 122 л. с.) | 430 кВт (585 л. с.) при 5500 об/мин | 430 кВт (585 л. с.) при 5500 об/мин | 450 кВт (612 л. с.) при 5500-6000 об/мин | 390 кВт (530 л. с.) при 4900-5300 об/мин | 463 кВт (630 л. с.) при 4800-5400 об/мин |
| Крутящий момент                     | 370 Н·м + 250 Н·м при 3500-5250 об/мин                  | 480 Н·м при 1600-4000 об/мин             | 500 Н·м при 1600-4000 об/мин                                 | 500 Н·м при 1600-4000 об/мин                                 | 520 Н·м при 1800-5500 об/мин                                 | 650 Н·м при 1000-4750 об/мин             | 700 Н·м при 1800-3500 об/мин             | 700 Н·м при 1800-3500 об/мин             | 700 Н·м при 2000-4000 об/мин             | 700 Н·м при 2000-4000 об/мин             | 500 Н·м + 440 Н·м при 1800-4500 об/мин   | 900 Н·м при 2250-3750 об/мин        | 900 Н·м при 2250-3750 об/мин        | 900 Н·м при 2750-4500 об/мин             | 830 Н·м при 1900-4000 об/мин             | 1000 Н·м при 2300-4300 об/мин            |
| Ходовая часть                       |                                                         |                                          |                                                              |                                                              |                                                              |                                          |                                          |                                          |                                          |                                          |                                          |                                     |                                     |                                          |                                          |                                          |
| Привод                              | задний привод                                           | полный привод                            | задний привод                                                | полный привод                                                | задний привод                                                | задний привод                            | задний привод                            | полный привод                            | задний привод                            | полный привод                            | задний привод                            | задний привод                       | полный привод                       | полный привод                            | задний привод                            | задний привод                            |
| Подвеска [опционально]              | Airmatic                                                | Airmatic                                 |                                                              |                                                              |                                                              | Airmatic [ Magic Body Control ]          | Airmatic [ Magic Body Control ]          | Airmatic                                 |                                          |                                          |                                          | Magic Body Control                  | Airmatic                            | Airmatic                                 | Magic Body Control                       | Magic Body Control                       |
| Трансмиссия (базовая)               | 7G-Tronic Plus                                          | 7G-Tronic Plus                           | 9G-Tronic                                                    | 9G-Tronic                                                    | 9G-Tronic                                                    | 7G-Tronic Plus                           | 7G-Tronic Plus / 9G-Tronic               | 7G-Tronic Plus / 9G-Tronic               | 9G-Tronic                                | 9G-Tronic                                | 9G-Tronic                                | AMG SPEEDSHIFT MCT 7G-Tronic        | AMG SPEEDSHIFT MCT 7G-Tronic        | AMG SPEEDSHIFT MCT 9G-Tronic             | 7G-Tronic Plus                           | AMG SPEEDSHIFT 7G-Tronic Plus            |
| Характеристики                      |                                                         |                                          |                                                              |                                                              |                                                              |                                          |                                          |                                          |                                          |                                          |                                          |                                     |                                     |                                          |                                          |                                          |
| Максимальная скорость               | 250 км/ч                                                | 250 км/ч                                 | 250 км/ч                                                     | 250 км/ч                                                     | 250 км/ч                                                     | 250 км/ч                                 | 250 км/ч                                 | 250 км/ч                                 | 250 км/ч                                 | 250 км/ч                                 | 250 км/ч                                 | 250 км/ч/ 300 км/ч                  | 250 км/ч/ 300 км/ч                  | 250 км/ч/ 300 км/ч                       | 250 км/ч                                 | 250 км/ч/ 300 км/ч                       |
| Скорость разгона, 0-100 км/ч        | 6,8 с                                                   | 6,1 с                                    | 5,1 с                                                        | 4,9 с                                                        | 4,8 с                                                        | 5,2 с                                    | 4,8 с                                    | 4,8 с                                    | 4,7 с                                    | 4,6 с                                    | 5,0 с                                    | 4,4 с                               | 4,0 с                               | 3,5-3,6 с                                | 4,6 с                                    | 4,2-4,3 с                                |
| Средний расход топлива на 100 км, л | 6,3-6,8 л Super                                         | 8,4 л Super                              | 6,6-6,9 л Super                                              | 7,0-7,3 л Super                                              | 6,6-6,9 л Super                                              | 2,8 л Super                              | 8,6-9,1 л Super                          | 9,1 л Super                              | 7,9-8,2 л Super                          | 8,5-8,8 л Super                          | 2,8 л Super                              | 10,1 л Super Plus                   | 10,3 л Super Plus                   | 8,9 л Super Plus                         | 11,1-11,3 л Super Plus                   | 11,9 л Super Plus                        |
| Выбросы CO2                         | 147-159 г/км                                            | 196 г/км                                 | 150-157 г/км                                                 | 159-167 г/км                                                 | 150-157 г/км                                                 | 65 г/км                                  | 199-213 г/км                             | 213 г/км                                 | 181-186 г/км                             | 195-200 г/км                             | 57-59 г/км                               | 237 г/км                            | 242 г/км                            | 203 г/км                                 | 259-264 г/км                             | 279 г/км                                 |
| Экологический стандарт              | Евро 6                                                  | Евро 6                                   | Евро 6                                                       | Евро 6                                                       | Евро 6                                                       | Евро 6                                   | Евро 6                                   | Евро 6                                   | Евро 6                                   | Евро 6                                   | Евро 6                                   | Евро 6                              | Евро 6                              | Евро 6                                   | Евро 6                                   | Евро 6                                   |

 * Расшифровка обозначений двигателей: M = бензиновый двигатель; OM = дизельный двигатель; E = впрыск во впускной коллектор; KE = впрыск во впускной коллектор, компрессорный наддув; DE = прямой впрыск; ML = компрессор; L = охлаждение наддувочного воздуха; A = турбокомпрессор; red. = пониженные характеристики (мощность, рабочий объём); LS = повышенная производительность.
1. ↑  С пакетом AMG Driver’s Package.

Модели Maybach
| Модели                              | Maybach S 400 4MATIC                     | Maybach S 500                            | Maybach S 500 4MATIC                     | Maybach S 560                            | Maybach S 560 4MATIC                     | Maybach S 600                            | Maybach S 650                            | Maybach S 600 Pullman                    |
| Годы выпуска                        | 02/2015-06/2017                          | 02/2015-06/2017                          | 04/2015-06/2017                          | с 07/2017                                | с 07/2017                                | 02/2015-06/2017                          | с 07/2017                                | с 01/2016                                |
| Двигатель*                          | M276 DE 30 AL                            | M278 DE 46 AL                            | M278 DE 46 AL                            | M176 DE 40 AL                            | M176 DE 40 AL                            | M279 E 60 AL                             | M279 E 60 AL                             | M279 E 60 AL                             |
| Тип двигателя                       | V6                                       | V8                                       | V8                                       | V8                                       | V8                                       | V12                                      | V12                                      | V12                                      |
| Система питания                     | прямой впрыск                            | прямой впрыск                            | прямой впрыск                            | прямой впрыск                            | прямой впрыск                            | впрыск топлива во впускной коллектор     | впрыск топлива во впускной коллектор     | впрыск топлива во впускной коллектор     |
| Оснащение                           | битурбо                                  | битурбо                                  | битурбо                                  | битурбо                                  | битурбо                                  | битурбо                                  | битурбо                                  | битурбо                                  |
| Рабочий объём                       | 2996 см3                                 | 4663 см3                                 | 4663 см3                                 | 3982 см3                                 | 3982 см3                                 | 5980 см3                                 | 5980 см3                                 | 5980 см3                                 |
| Мощность                            | 245 кВт (333 л. с.) при 5250-6000 об/мин | 335 кВт (455 л. с.) при 5250-5500 об/мин | 335 кВт (455 л. с.) при 5250-5500 об/мин | 345 кВт (469 л. с.) при 5250-5500 об/мин | 345 кВт (469 л. с.) при 5250-5500 об/мин | 390 кВт (530 л. с.) при 4900-5300 об/мин | 463 кВт (630 л. с.) при 4800-5400 об/мин | 390 кВт (530 л. с.) при 4900-5300 об/мин |
| Крутящий момент                     | 480 Н·м при 1600-4000 об/мин             | 700 Н·м при 1800-3500 об/мин             | 700 Н·м при 1800-3500 об/мин             | 700 Н·м при 2000-4000 об/мин             | 700 Н·м при 2000-4000 об/мин             | 830 Н·м при 1900-4000 об/мин             | 1000 Н·м при 2300-4200 об/мин            | 830 Н·м при 1900-4000 об/мин             |
| Ходовая часть                       |                                          |                                          |                                          |                                          |                                          |                                          |                                          |                                          |
| Привод                              | полный привод                            | задний привод                            | полный привод                            | задний привод                            | полный привод                            | задний привод                            | задний привод                            | задний привод                            |
| Подвеска [ опционально ]            | Airmatic                                 | Airmatic [ Magic Body Control ]          | Airmatic                                 | Airmatic [ Magic Body Control ]          | Airmatic                                 | Magic Body Control                       | Magic Body Control                       | Magic Body Control                       |
| Трансмиссия                         | 7G-Tronic Plus                           | 9G-Tronic                                | 9G-Tronic                                | 9G-Tronic                                | 9G-Tronic                                | 7G-Tronic Plus                           | 7G-Tronic Plus                           | 7G-Tronic Plus                           |
| Характеристики                      |                                          |                                          |                                          |                                          |                                          |                                          |                                          |                                          |
| Максимальная скорость               | 250 км/ч                                 | 250 км/ч                                 | 250 км/ч                                 | 250 км/ч                                 | 250 км/ч                                 | 250 км/ч                                 | 250 км/ч                                 | н/д                                      |
| Скорость разгона, 0-100 км/ч        | 6,3 с                                    | 5,0 с                                    | 5,0 с                                    | 4,9 с                                    | 4,9 с                                    | 5,0 с                                    | 4,7 с                                    | н/д                                      |
| Средний расход топлива на 100 км, л | н/д                                      | 8,9 л Super                              | 9,4 л Super                              | 8,8 л Super                              | 9,3 л Super                              | 11,7 л Super Plus                        | 12,7 л Super Plus                        | н/д                                      |
| Выбросы CO2                         | н/д                                      | 207 г/км                                 | 219 г/км                                 | 198 г/км                                 | 209 г/км                                 | 247 г/км                                 | 289 г/км                                 | н/д                                      |
| Экологический стандарт              | Евро 6                                   | Евро 6                                   | Евро 6                                   | Евро 6                                   | Евро 6                                   | Евро 6                                   | Евро 6                                   | Евро 6                                   |

#### Дизельные
| Модель                              | S 300 h (L)                                             | S 350 d (L)                         | S 350 d 4Matic (L)                  | S 350 d (L)                              | S 350 d 4Matic (L)                       | S 400 d (L)                              | S 400 d 4Matic (L)                       |
| Годы выпуска                        | 03/2014-06/2017                                         | 06/2013-06/2017                     | 03/2014-06/2017                     | с 07/2017                                | с 07/2017                                | с 07/2017                                | с 07/2017                                |
| Двигатель*                          | OM651 DE 22 LA                                          | OM642 LS DE 30 LA                   | OM642 LS DE 30 LA                   | OM656 DE29 LA                            | OM656 DE29 LA                            | OM656 DE29 LA                            | OM656 DE29 LA                            |
| Двигатель                           |                                                         |                                     |                                     |                                          |                                          |                                          |                                          |
| Тип двигателя                       | R4 + электромотор                                       | V6                                  | V6                                  | R6                                       | R6                                       | R6                                       | R6                                       |
| Система питания                     | Common-Rail (CDI)                                       | Common-Rail (CDI)                   | Common-Rail (CDI)                   | Common-Rail (CDI)                        | Common-Rail (CDI)                        | Common-Rail (CDI)                        | Common-Rail (CDI)                        |
| Оснащение                           | битурбо                                                 | турбонаддув                         | турбонаддув                         | турбонаддув                              | турбонаддув                              | турбонаддув                              | турбонаддув                              |
| Рабочий объём                       | 2143 см3                                                | 2987 см3                            | 2987 см3                            | 2925 см3                                 | 2925 см3                                 | 2925 см3                                 | 2925 см3                                 |
| Мощность                            | 150 кВт + 20 кВт (204 л. с. + 27 л. с.) при 4200 об/мин | 190 кВт (258 л. с.) при 3600 об/мин | 190 кВт (258 л. с.) при 3600 об/мин | 210 кВт (286 л. с.) при 3400-4600 об/мин | 210 кВт (286 л. с.) при 3400-4600 об/мин | 250 кВт (340 л. с.) при 3400-4600 об/мин | 250 кВт (340 л. с.) при 3400-4600 об/мин |
| Крутящий момент                     | 500 Н·м + 250 Н·м при 1600—1800 об/мин                  | 620 Н·м при 1600—2400 об/мин        | 620 Н·м при 1600—2400 об/мин        | 600 Н·м при 1200-3200 об/мин             | 600 Н·м при 1200-3200 об/мин             | 700 Н·м при 1200-3200 об/мин             | 700 Н·м при 1200-3200 об/мин             |
| Ходовая часть                       |                                                         |                                     |                                     |                                          |                                          |                                          |                                          |
| Привод                              | задний привод                                           | задний привод                       | полный привод                       | задний привод                            | полный привод                            | задний привод                            | полный привод                            |
| Подвеска [ опционально ]            | Airmatic                                                | Airmatic                            | Airmatic                            | Airmatic                                 | Airmatic                                 | Airmatic                                 | Airmatic                                 |
| Трансмиссия                         | 7G-Tronic Plus                                          | 7G-Tronic Plus / 9G-Tronic          | 7G-Tronic Plus / 9G-Tronic          | 9G-Tronic                                | 9G-Tronic                                | 9G-Tronic                                | 9G-Tronic                                |
| Характеристики                      |                                                         |                                     |                                     |                                          |                                          |                                          |                                          |
| Максимальная скорость               | 240 км/ч                                                | 250 км/ч                            | 250 км/ч                            | 250 км/ч                                 | 250 км/ч                                 | 250 км/ч                                 | 250 км/ч                                 |
| Скорость разгона, 0-100 км/ч        | 7,6 с                                                   | 6,8 с                               | 6,8 с                               | 6,0 с                                    | 5,8 с                                    | 5,4 с                                    | 5,2 с                                    |
| Средний расход топлива на 100 км, л | 4,4-4,7 л                                               | 5,5-6,0 л                           | 5,9-6,4 л                           | 5,1-5,4 л                                | 5,5-5,7 л                                | 5,2-5,4 л                                | 5,6-5,7 л                                |
| Выбросы CO2                         | 115-124 г/км                                            | 146-158 г/км                        | 156-168 г/км                        | 134-139 г/км                             | 145-150 г/км                             | 135-139 г/км                             | 147-150 г/км                             |
| Экологический стандарт              | Евро 6                                                  | Евро 6                              | Евро 6                              | Евро 6                                   | Евро 6                                   | Евро 6                                   | Евро 6                                   |

### Безопасность
Как и прежние поколения флагмана Mercedes-Benz, платформа 222 задала новый стандарт в автомобильной безопасности. Седан получил комплекс Intelligent Drive, в который входит большое число систем безопасности. Благодаря новой стерео-камере и многоступенчатым радарным датчикам автомобиль оснащён 360-градусным круговым обзором и обнаруживает потенциальные опасности на дороге ещё лучше, чем его предшественники.
Конструкция пассажирского салона состоит в основном из стали. Благодаря использованию более высоких марок стали вес автомобиля сохранился, однако прочность кузова и значения NVH (шумо-виброизоляционные характеристики) были улучшены. Все соответствующие компоненты были увеличены на один класс в вопросе качества материала. В нижней части лонжерона впервые применили ультра-высокопрочную сталь (СР = 1000).
Аварийные датчики и программное обеспечение модели Mercedes-Benz W222, отвечающие за определение типа аварии и степени тяжести столкновения, претерпели значительное обновление. Новые компоненты и возможности представляют собой:
- электронный блок управления STAR2;
- новые датчики давления для обнаружения столкновений с пешеходами;
- использование информации о позиции сидящих для адаптивного управления удерживающих систем.

Благодаря активному круиз-контролю DISTRONIC PLUS с функциями Steering Assist и Stop&Go Pilot автомобиль способен самостоятельно ездить в пробке за впереди едущим автомобилем, системы Parktronic и Park Assist сами припаркуют автомобиль (как параллельно, так и перпендикулярно), а при проезде перекрёстков водитель получает предупреждающий сигнал о приближении вне зоны видимости других автомобилей. Обновлённая система ночного видения Night View Assis Plus в Mercedes-Benz W222 получила в распоряжение теплокамеру. При возникновении опасной ситуации (появление перед автомобилем животного или пешехода), на экран (приборную панель) выводится видеоизображение с отмеченными источниками опасности.
Полностью светодиодная светотехника Mercedes-Benz 222 серии обладает интеллектуальной системой, не ослепляющей встречных водителей. Задние фонари оснащены автоматической регулировкой яркости, которая изменяет яркость светодиодов в зависимости от времени суток и условий движения, а также степени нажатия на педаль тормоза. Стандартом для всех моделей серии являются 3-точечные ремни безопасности с пиротехническим натяжением.
Новая адаптивная подвеска Magic Body Control умеет самостоятельно подстраиваться под текущую дорожную ситуацию не в режиме реального времени, а заранее вследствие специально установленной стереокамеры в верхней части лобового стекла, сканирующей дорожное полотно перед автомобилем и передавая полученные данные центру управления подвеской.
Помимо вышеперечисленного, автомобиль Mercedes-Benz W222 оснащается следующими технологиями безопасности:
- Тормозной ассистент BAS PLUS с функцией Cross-Traffic Assist.
- Система Active Lane Keeping Assist (следит за тем, чтобы автомобиль не выезжал на полосу встречного движения где находятся иные транспортные средства).
- Система ATTENTION ASSIST (не позволяет утомлённому водителю уснуть);
- Активный капот (оптимизированная зона деформации между капотом и иными компонентами).

#### PRE-SAFE
Модели S-класса 222 серии оснащаются обновлённой системой упреждающей защиты пассажиров PRE-SAFE, впервые разработанной за 10 лет до выхода новой шестого поколения флагманской линейки представительских автомобилей в серию. Новые функции системы позволяют предотвратить столкновения с пешеходами и транспортными средствами в условиях городского движения, превентивно предотвратить опасные ситуации, вызванные движением позади автомобиля, а также усиливают защиту, предлагаемую ремнями безопасности. В комплекс входят такие функции, как PRE-SAFE Brake (обнаруживает пешеходов и инициирует автономное торможение), PRE-SAFE PLUS (распознаёт неизбежный наезд сзади и применяет экстренное мигание светодиодными индикаторами; если опасность столкновения сохраняется, система останавливает транспортное средство, таким образом сводя к минимуму риск травм шейного отдела позвоночника) и PRE-SAFE Impulse (отстраняет водителя и пассажиров против направления удара на ранней стадии аварии). Дополнительно доступен пакет безопасности PRE-SAFE rear package для задних пассажиров.
Статистика автомобильных происшествий исследовательской организации GIDAS (совместный проект Федерального дорожного научно-исследовательского института Германии и Ассоциации исследований автомобильных технологий) показывает, что новая технология помогает избежать 6 % аварий с участием пешеходов и снизить тяжесть таковых, если они всё же происходят, на 41 %. В новой модели S-класса система была оптимизирована таким образом, чтобы предотвращать столкновение с пешеходом путём автоматического торможения на скорости до 50 км/ч.

#### POST-SAFE
Не каждой аварии можно избежать, поэтому инженеры Mercedes-Benz интегрировали множество функций в концепцию безопасности нового S-класса, облегчающих последствия происшествия. Данный комплекс получил название POST-SAFE и включает в себя:
- QR-код на обратной стороне крышечки топливной заслонки, который позволяет аварийной бригаде получить доступ к технической документации, необходимой для проведения спасательных работ;
- автономная активация аварийных огней для обозначения места происшествия;
- предупреждение следующих за транспортным средством автомобилей и защита водителя и пассажиров от повторного происшествия;
- автоматическое включение освещения для повышения видимости в ночное время либо при недостатке света (тоннель и т. д.);
- автоматическая разблокировка центрального замка для облегчения изъятия пассажиров при необходимости;
- автоматическое опускание боковых стекол для того, чтобы повысить видимость и рассеять дым от систем раскрытия подушек безопасности либо иных источников задымления;
- автоматическое поднятие электрически регулируемой рулевой колонки для облегчения спасения пассажиров либо самостоятельной эвакуации;
- автоматическое обеспечение свободного доступа к пряжкам от ремней безопасности с дополнительным освещением;
- автономный экстренный вызов аварийно-спасательных служб с информированием о происшествии и данными о местонахождении автомобиля (GPS);
- автоматическое отключение двигателя;
- автономное отключение высоковольтного питания на гибридных автомобилях с электромотором для того, чтобы убрать напряжение на транспортном средстве во время спасательных работ.

#### Подушки безопасности
Подушка безопасности водителя (объём около 64 л) оснащена газовым двухступенчатым генератором. Она поддерживает две стадии раскрытия в зависимости от показаний датчиком с задержкой между срабатыванием двух этапов. В дополнение к двухступенчатому газовому генератору подушка безопасности переднего пассажира (объем около 112 л) имеет особенность в виде пиротехнически активирующегося адаптивного этапа. Подушки безопасности (объёмом в 17 л), защищающие грудную клетку и тазобедренную часть туловища, интегрированы в спинки передних сидений. Задние боковые подушки безопасности (объёмом 12 литров) интегрированы в задней боковой обшивке, где они прочно прикреплены к кузову. В случае аварии, оконные подушки объёмом около 40 литров с новой технологией X-Tether technology заполняются гибридным газогенератором и располагаются около крыши за центральной стойкой.

## Модификации

### Купе (C217)
Весной 2013 года на Франкфуртском автосалоне дебютировал концепт-кар Mercedes-Benz S-класс купе. Серийная модель (заводской индекс C217), которая заменила CL-класc (C216), была представлена на Женевском автосалоне в марте 2014 года с планами на начало продаж с мая того же года.
Купе построено на той же платформе, что и седан, однако за основу было решено взять укороченную версию с колёсной базой 2945 мм. В итоге длина машины составила 5027 мм, что на 21 см короче, чем длиннобазный седан. При этом автомобиль стал ниже на 8.5 см. Двухдверный S-класс получил те же восьмицилиндровые двигатели, что и седан. Дебютировавшая модель S500 Coupe генерирует мощность в 455 л. с. и 700 Н·м крутящего момента. В отличие от седана C217 будет оснащаться 9-ступенчатой автоматической коробкой переключения передач 9G-Tronic, рассчитанной на крутящий момент до 1000 Н·м, что позволит устанавливать эту коробку передач и на версии от Mercedes-AMG.
Автомобиль получил обновлённую технологию Magic Body Control и новую систему проекции данных на лобовое стекло. Как и седан он оснащается объёмным набором систем безопасности, в том числе технологией предотвращения столкновений в трафике, активным круиз-контролем и системой удержания автомобиля в пределах полосы. Одной из новых отличительных внешних особенностей является опциональное светодиодное освещение с кристаллами Swarovski (каждая фара с функцией Intelligent Light System имеет не менее 47 инкрустированных кристаллов: 17 угловых камней составляют дневные ходовые огни, а 30 круглых кристаллов образуют указатели поворота).

### Кабриолет (A217)
В 2015 году на Франкфуртском автосалоне компания Mercedes-Benz представила версию S-класс 222 серии в кузове кабриолет. При производстве автомобиля компания поставила перед собой цель создать крайне удобный, комфортный и эксклюзивный автомобиль с откидным верхом. Модель оснастили улучшенной системой автоматической защиты от ветра (путём уменьшения завихрений воздуха в салоне) AIRCAP, системой отопления на уровне шеи AIRSCARF, подогревом подлокотников, обогревом сидений и полностью автоматическим климат-контролем.
Внешне автомобиль выделяется массивной чёрной решёткой радиатора с одной единственной центральной пластиной, в середине которой установлена эмблема компании. Динамичность кабриолету добавляют две характерные и мощные линии изгиба на капоте. Передний бампер включает большие воздухозаборники в середине и по бокам. Отделка из хрома элементов передней части автомобиля добавляет спортивности к дизайну экстерьера. Опциональная светодиодная система освещения Intelligent Light System, как и версия купе, оснащается изысканными кристаллами компании Swarovski (для указателей поворота и дневных ходовых огней). Закрытая многослойная крыша подчёркивает класс автомобиля. Мягкий трёхслойный верх доступен в чёрном, тёмно-синем, бежевом и тёмно-красном вариантах оформления. Открытие и закрытие крыши занимает около 20 секунд на скорости до 60 км/ч и производится кнопкой на центральной консоли либо с дистанционного пульта управления. Задняя часть кабриолета, куда гармонично вписывается закрытый мягкий верх со стеклом, оснащается плоскими светодиодными фонарями. Автомобиль оборудован автоматизированной перегородкой между основным багажным отсеком и зоной, куда помещается верх. Эта перегородка сама сдвигается при активации крыши, но блокируется, если по ходу её движения есть груз. При поднятом верхе «стенку» можно отодвинуть, нажав кнопку на внутренней обивке багажника, тем самым увеличив объём под поклажу. Верх крышки отсека для хранения съёмной крыши обрамлён хромированной отделкой.
Технически модель S500 Cabriolet почти повторяет купе. Модель оснащается V8 двигателем с рабочим объёмом в 4663 см3, генерирующим мощность в 335 кВт (455 л. с.). Крутящий момент составляет 700 Н·м при 1800 об/мин. В комбинированном цикле NEDC расход топлива кабриолета составляет от 8.5 литров на 100 км, при этом выбросы CO2 всего 199 г/км. Автомобиль оснащается 9-ступенчатой АКПП 9G-Tronic и полуактивной пневматической подвеской AIRMATIC. В технологическом плане кабриолет наследует все системы безопасности от своего собрата в варианте кузова купе. Совершенно новой особенностью является задний пол, впервые выполненный из алюминия. Новые компоненты лонжерона из литого алюминия основаны на технологиях, применённых в SL-классе (Mercedes-Benz R231).
При обнаружении надвигающейся опасности переворачивания транспортного средства, блок управления подушек безопасности посылает соответствующий сигнал на выдвижение защитной системы. Впервые в истории марки это осуществляется не пружинами, а пиротехническими средствами — с помощью газогенератора.
Помимо стандартной версии кабриолета была представления его модификация подразделением Mercedes-AMG — S63 4MATIC Cabriolet (см. раздел AMG модификации.
Первые кабриолеты попали к покупателям только весной 2016.

## AMG модификации

### S63 AMG
В 2013 году на Франкфуртском автосалоне состоялся официальный дебют автомобилей S63 AMG и S63 AMG 4MATIC. Модели предстали в трёх версиях: заднеприводном короткобазном варианте — S63 AMG SWB, с увеличенной базой — S63 AMG LWB (только как праворульная модификация) и в полноприводном длиннобазном исполнении S 63 AMG 4MATIC LWB. На территории РФ реализуется только модификация с полным приводом по цене от 115 000 долларов США. Внешне AMG-версия отличается от простого S-класса видоизмененными сплиттером, порогами, иными колёсными дисками (19-дюймовые по умолчанию, а за доплату — 20 дюймов), присутствием чёрного глянца на решётке радиатора, серебристыми вставками и специальными шильдиками. Внутри автомобиль отличается от исходной модели спортивными сиденьями AMG с памятью, рулевым колесом AMG, перфорированной кожей, оригинальными аналоговыми часами IWC с корпусом ручной работы, шильдиками, накладками, тиснением, изменённым меню и раскладками виртуальных приборов. У всех версий двигатель один: 5.5-литровый би-турбированный V8 Mercedes-AMG M157 с непосредственным впрыском топлива и мощностью в 430 кВт (585 лошадиных сил при 5500 об/мин) и 900 Н·м крутящего момента при 2250—3750 об/мин.
На автомобиль установлены 255/40 R20 передние и 285/35 R20 задние шины на 10-спицевых или спаренных 5-спицевых легкосплавных дисках, высококачественная композитная тормозная система AMG, спортивная выхлопная система, лёгкий 78 А·ч литий-ионный аккумулятор (от Mercedes-Benz SLS AMG Coupé Black Series), ESP Curve Dynamic Assist, спортивное рулевое колеса AMG и иные элементы. Доступно два вариант подвески: спортивная AMG RIDE CONTROL, AIRMATIC с функцией Adaptive Damping System ADS PLUS для S63 AMG 4MATIC; Magic Body Control с функцией Crosswind stabilization для заднеприводного S63 AMG. Дополнительные опции включают в себя AMG панели дверных порогов, коврики, спортивные педали из матовой нержавеющей стали с резиновыми шипами, освещение Ambient lighting, системы Attention Assist и Collision Prevention Assist, мультимедийный центр COMAND Online, акустическую систему из 10 динамиков с функцией Frontbass, систему предупреждения потери давления в шинах, светодиодные фары, круиз-контроль DISTRONIC PLUS (с пакетами Driving Assistance package Plus и Night View Assist Plus), а также другие технологические решения.
С мотором совмещена 7-ступенчатая автоматическая коробка передач AMG SpeedShift MCT с тремя режимами работы: Controlled Efficiency, в котором трансмиссия направлена на комфорт и экономичность с активной функцией «старт-стоп», Sport и Manual, позволяющие добиться от автомобиля максимальной отдачи.
В полноприводной версии седана 63 AMG 4MATIC 33 % тяги идёт на переднюю ось и 67 % — на заднюю. Раздаточная коробка, отбирающая мощность двигателя на переднюю ось, тут интегрирована в основную коробку передач, во многом именно из-за этого прибавка в весе полноприводной трансмиссии по сравнению с трансмиссией заднеприводной составила всего 70 кг.
Основные динамические характеристики модификаций без полного привода остались на прежнем уровне, что и у седана предыдущего поколения W221, — разгон с нуля до 100 км/ч составляет 4,4 секунды, а максимальная скорость, по-прежнему, осталась ограниченной электроникой на отметке в 250 км/ч. Полноприводный вариант 4MATIC быстрее в разгоне до 100 км/ч почти на полсекунды — 4,0 сек. Средний расход топлива на 100 км/ч составляет 10.1 л у обеих заднеприводных модификаций и 10.3 л у полноприводного варианта 4MATIC. В среднем S 63 AMG стал на 0.4 л/100 км экономичнее по сравнению с предшественником.
Новый S63 AMG весит на центнер легче своего предшественника. Весит более короткая четырёхдверка 2045 кг, а её удлиненный вариант — 2070 кг. Большую роль в этом сыграли не только новый кузов с передней частью и крышей из алюминиевого сплава, но и кованые легкосплавные колёсные диски, составные тормозные диски из карбонокерамики и литиево-ионная батарея в качестве стартерной (вместо обычного свинцово-кислотного аккумулятора), которая уменьшила суммарный веса седана на 20 кг. Mercedes-Benz утверждает, что S 63 AMG — первый массовый автомобиль с такой стартерной батареей. Переделана даже ниша для запасного колеса: она здесь скроена из углеволоконного композита, что помогло сбросить ещё 4 кг с суммарного веса автомобиля.
Выхлопная система оборудована клапанами в обоих глушителях. В комфортном режиме трансмиссии (Controlled Efficiency) они остаются закрытыми в большинстве ситуаций, в этом случае звук двигателя сильнее приглушён, а в спортивном и ручном режимах коробки передач (режимы Sport и Manual соответственно) клапаны в выхлопной системе открываются раньше, позволяя вырываться наружу громкому звуку 5,5-литрового битурбированного двигателя V8.
S63 AMG 4MATIC оснащён адаптивной пневматической подвеской AMG Ride Control. Она вручную переключает между комфортным и спортивным режимами езды, а более того, непрерывно подстраивает параметры демпфирования, причём (и это новация) независимо подбирает усилия на сжатии и отбое. S63 AMG также получил более толстые стабилизаторы поперечной устойчивости и более жёсткий передний подрамник. Интересно также, что на S63 AMG с задним приводом отделение AMG поставило спортивную подвеску, основанную на подвеске Magic Body Control, сканирующей дорогу перед автомобилем, чтобы заблаговременно выбирать свои параметры работы, от обычного S-класса.

#### Coupé
В 2014 году на автосалоне в Нью-Йорке была представлена модель S63 AMG в кузове купе, сочетающая высокую динамику вождения, облегченную конструкцию и новаторский подход к эффективности.
Автомобиль оснастили 5.5-литровым V8 битурбированным двигателем с технологией BlueDIRECT, генерирующим мощность в 430 кВт (585 л. с.) и 900 Н·м крутящего момента. По сравнению с предыдущей модель CL63 AMG производительность возросла на 30 кВт (41 л. с.), а крутящий момент увеличился на 100 Н·м. Опционально доступен полноприводной вариант AMG 4MATIC. Благодаря стратегии AMG Lightweight Performance  автомобиль облегчили на 65 кг. Снижение веса повысило ходовые качества модели и немного сократило расход топлива (NEDC): так на 100 км S63 AMG Coupe потребляет 10.1 л (10.3 для полноприводного варианта). Скорость разгона автомобиля с 0 до 100 км/ч составляет 4.3 секунды (3.9 c для 4MATIC). Максимальная скорость ограничена электроникой на отметке в 250 км/ч. Норма выброса CO2 составляет 237 г/км (242 для полного привода).
Купе вариант оснастили спортивной выхлопной системой, 7-ступенчатой АКПП AMG SpeedShift MCT, коваными дисками (в качестве стандартной комплектации), особой решёткой радиатора с хромированным ободом, шильдиками AMG, трёхспицевым рулевым колесом, тачпадом (стандарт) и иными опциями. Впервые в истории марки дополнительно доступна облегчённая керамическая высокопроизводительная тормозная система.
В ноябре 2015 года компания Mercedes-Benz отозвала модели S63 AMG в кузовах седан и купе из-за неисправности в программном обеспечении, связанном с управлением двигателем и трансмиссией. Ошибка в некоторых случаях могла стать причиной самопроизвольной остановки двигателя при движении накатом вплоть до полной остановки. При этом тормозная система и рулевое управление продолжают функционировать. По данным Австралийской комиссии по вопросам конкуренции и защиты потребителей проблема присутствует в двигателях, проданных с 1 ноября 2014 по 30 сентября 2015 года — всего 122 автомобиля. Ранее, в октябре 2015 года, компания также отзывала автомобили в связи с неисправностью ремней безопасности.

#### 4MATIC Cabriolet
Кабриолет Mercedes-AMG S 63 (A217)
Первая информация и фото автомобиля S63 AMG в версии кабриолет появились в сети Интернет ещё летом 2015 года. В сентябре того же года на Франкфуртском автосалоне компания Mercedes-Benz представила четырёхместный автомобиль Mercedes-AMG S 63 4MATIC Cabriolet.
Спустя 44 года мы можем вновь предложить друзьям нашей марки открытый вариант автомобиля S-класса. Новый кабриолет символизирует страсть к индивидуальной, эксклюзивной мобильности, которую мы разделяем с нашими клиентами.Ола Каллениус, член правления Daimler AG
Автомобиль оснащается теми же 5.5-литровым битурбированным V8 двигателем и трансмиссией, что и купе и седан S63 AMG, однако система полного привода 4MATIC с функцией AIRMATIC идёт в стандартной комплектации автомобиля (в отличие от обычного кабриолета S-класса). Скорость разгона от 0 до 100 км/ч составляет 3.9 секунды как и у версии купе с полным приводом. Кабриолет отличается необыкновенно жёсткой конструкцией кузова. В то же время такие инновационные решения, как перегородка из алюминия и магниевого сплава, отделяющая салон от багажника, а также выполненная из алюминия задняя часть кузова снижают массу кузова, удерживая её на уровне купе. Выхлопная система имеет автоматическое управление выхлопными закрылками на обоих задних глушителях. В режиме вождения Controlled Efficiency они почти всегда закрыты, что приглушает рокот двигателя. В режимах Sport и Manual выхлопные клапаны открыты, что создаёт фирменное звучание моторов AMG. Как и с предыдущими модификациями автомобиля по желанию заказчика возможна установка высокопроизводительной керамической композитной тормозной системы.
Версия S63 AMG в кузове кабриолет доступна для заказа с декабря 2015 года, доставки клиентам начались весной 2016 года.

##### Edition 130
В честь 130-летия с момента изобретения автомобиля, 11 января 2016 года компания Mercedes-Benz представила Mercedes-AMG S63 4MATIC Cabriolet «Edition 130» на Североамериканском международном автосалоне в Детройте. Данное специальное издание выйдет ограниченным тиражом в 130 единиц и отличается высокоглянцевой краской «alubeam silver», бордово-красной тканью и матовыми чёрными 20-дюймовыми дисками с 10-спицевым дизайном и блестящими ободами.

### S65 AMG
Mercedes-Benz S65 AMG
Модель S65 AMG дебютировала на Автосалоне в Лос-Анджелесе в 2013 году. Продажи стартовали с марта 2014 года. Модель S65 AMG (W222) является единственным высокопроизводительным 12-цилиндровым автомобилем от немецкого производителя Mercedes-Benz в своей серии: первое поколение S65 AMG было запущено в 2003 году, второе производилось с 2006 по 2013 год.
Новый автомобиль представляет собой версию с удлинённой колёсной базой седана с 6.0-литровым V12 битурбо двигателем мощностью 463 кВт (630 л. с. @ 4800 об/мин) и 1000 Н·м крутящего момента при 2300-4300 об/мин. Внешне модель отличается эксклюзивной углеродно-волоконной/алюминиевой крышкой двигателя, двумя логотипами AMG слева и справа от центрально расположенный эмблемы Mercedes-Benz, шильдиками «V12 BITURBO» и «S 65 AMG», а также 255/40 R20 передними и 285/35 R20 задними шинами. Технологические решения включают спортивную AMG подвеску с системой MAGIC BODY CONTROL, 7-ступенчатую автоматическую коробку передач, ESP Dynamic Cornering Assist, электромеханическое чувствительное к скорости спортивное рулевое колесо AMG с переменной степенью рулевого управления, 16-спицевые керамические полированные AMG легкосплавные диски (опционально 10-спицевые матовые цвета серый титан). По желанию может быть установлена керамическая высокопроизводительная композитная тормозная система AMG. Head-Up дисплей и тачпад получили усовершенствование и также могут быть установлены в автомобиль по желанию заказчика.
Пакет опций AMG Performance Studio включает вариант отделки экстерьера при помощи углеродного волокна, рулевое колесо AMG Performance в коже наппа/DINAMICA (чёрный), AMG-отделку из углеродного волокна/чёрного рояльного лака, красные тормозные суппорты. На автомобиль можно установить 360° камеру, телефон для задних сидений, пакет оформления designo, первоклассные задние сиденья, складной столик и тепловой пакет.
С технической стороны автомобиль включает:
- алюминиевый картер;
- кованый коленвал из высококачественной легированной стали;
- мульти-зажигание с 12 единицами двухискровых зажигателей;
- воздушно-водяной интеркулер с низкотемпературным циклом;
- управление генератором переменного тока;
- ECO система «старт-стоп».

Как и S63 AMG, S65 оборудован 78 А·ч литий-ионным аккумулятором, выступающим в роли стартерного и резервного аккумулятора. Благодаря этому удалось добиться снижения веса автомобиля на 20 кг. Высокопроизводительная батарея относительно нечувствительна к низким температурам и обладает компактными размерами. По заявлению производителя, AMG модификации платформы 222 являются первыми серийными автомобилями в мире, оснащёнными подобным аккумулятором.
S65 AMG соответствует нормам выброса вредных загрязняющих веществ Евро-6 (279 г/км). Комбинированный расход топлива по заявлению компании составляет 11.9 л на 100 км (по сравнению с предыдущей моделью он сократился на 2.4 литра на 100 километров по циклу NEDC). Скорость разгона автомобиля до 100 км/ч составляет 4.3 секунды, максимальная скорость ограничена электроникой на 250 км/ч.
Стартовая цена в Европе на S65 AMG составляет €232 050 (с учётом 19 % НДС).
Производство S65 AMG закончилось в 2019 году.

#### Coupé
В 2014 году подразделение Mercedes-AMG представило купе версию автомобиля S65 AMG. Данная модель стала топовой в своём сегменте в серии марки и 4-м автомобилем с 12-цилиндровым двигателем.
Агрессивный и динамичный внешний вид автомобиля подчёркивает его мощь — модель оснащается 6.0-литровым V12 битурбированным двигателем AMG мощностью 463 кВт (630 л. с.) и 1000 Н·м крутящего момента. Средний расход топлива S65 AMG Coupe составляет 11.9 л на 100 км (комбинированный цикл NEDC) с нормой выброса CO2 в 279 г/км. Скорость разгона с 0 до 100 км/ч составляет 4.1 секунды, максимальная скорость ограничена электроникой на отметке в 250 км/ч. Как и седан, автомобиль комплектуется 7-ступенчатой АКПП AMG SpeedShift MCT, литий-ионным аккумулятором, 3-спицевым рулевым колесом и пакетом систем безопасности Intelligent Drive (360° камера, парктроники, круиз-контроль DISTRONIC PLUS, технологии PRE-SAFE и так далее).
Интерьер автомобиля включает спортивные сиденья, обивку из кожи наппа, высококачественные значки AMG на всех четырёх спинках сидений и логотип AMG на передней части центральной консоли (в стандартной комплектации). В комплект стандартных сидений входят электрическая регулировка, функция памяти и обогрев. В салоне автомобиля установлен климат-контроль. При заказе пакета эксклюзивной обивки Designo AMG цвет варьируется между чёрным, фарфоровым/эспрессо-коричневым, кожано-коричневыс/чёрныс и кристально-серыс/чёрныс. На автомобиле установлены 8.5x20 передние и 9.5x20 задние легкосплавные мульти-спицевые диски с шинами 255/40 R 20 и 285/35 R 20 соответственно.
В стандартную комплектацию модели входят такие элементы, как акустическая система Burmester high-end 3D surround sound system, тачпад, «head-up» дисплей и Keyless Go. Как и на S63 AMG Coupe может быть установлена керамическая тормозная система. Стартовая цена в Германии на момент анонса модели составляла €244 009,50.

#### Cabriolet
В декабре 2015 года подразделением Mercedes-AMG был представлен кабриолет S65 AMG. Мощность наддувного 6.0-литрового V12 двигателя составляет 630 л. с. (463 кВт), а крутящий момент достигает 1000 Н·м. Разгон заднеприводного автомобиля от 0 до 100 км/ч составляет 4.1 секунды. Максимальная скорость ограничена электроникой на отметке 250 км/ч, но опция Driver’s Package позволяет отодвинуть ограничение до 300 км/ч. Силовой агрегат интегрируется с 7-ступенчатой автоматической коробкой передач 7G-Tronic.
Дизайн автомобиля немногим отличается от оригинального кабриолета: много хромированных элементов спереди и по бокам, шильдики «V12 BiTurbo» на крыльях, а также 8.5 J x 20 передние и 9.5 J x 20 задние диски с шинами 255/40 ZR 20 и 285/35 ZR 20. Механизм складной крыши позволяет раскрыть и закрыть её всего за 17 секунд на скоростях до 50 км/ч. Мягкий верх в сложенном состоянии отделён от багажника специальной крышкой, которая убирается с помощью моторчика.
Интерьер кабриолета украшен спортивными сиденьями с кожаной обивкой (наппа) и микрофиброй DINAMICA. Как и ранее, в автомобиле присутствуют система автоматической защиты от ветра AIRCAP, система обдува области шеи тёплым воздухом AIRSCARF, подогрев подлокотников и задних сидений, а также умный климат-контроль (переключает режим при складывании или закрытии мягкого верха). Центральную консоль украшает огромный дисплей диагональю 12,3 дюйма, который отвечает за отображение данных приборной панели и мультимедийной системы. Для заказа доступна акустическая система Burmeister 3D stereo.
Среди нововведений присутствует литиево-ионная батарея на 78 Ач, которая заменила собой стандартную АКБ, что позволило сэкономить 20 килограммов. Спортивная пневматическая подвеска AIRMATIC установлена для достижения чёткого отклика от дорожного покрытия, а кроме того, предоставляет несколько режимов работы. Проекционный дисплей отражает всю необходимую для водителя информацию, выводя изображение на расстоянии примерно пары метров от сиденья. Помимо этого, автомобиль поддерживает все доступные ранее технологии помощи и поддержки водителя во время движения.

## Тюнинг

### Carlsson
Тюнинг-ателье Carlsson в 2013 году создало модификацию на основе платформы 222 модели S500.
Мощность двигателя битурбированного V8 двигателя может быть повышена до 610 л. с. и 900 Н·м крутящего момента при помощи специального пакета производительности. Мощность двигателя S63 AMG тюнингуется до 780 л. с. и 1060 Н·м крутящего момента.
Внешне автомобиль отличается новым передним бампером с большими воздухозаборниками, выдающимся спойлером, тонкими новыми боковыми юбками и выхлопная системой Quad с пересмотренной нижней частью бампера. Тюнинг-ателье предлагает три различные конструкции колёс с выбором разных вариантов отделки. Это спортивный Carlsson 1/10, классический Carlsson 1/16 RS, и современный Carlsson 1/5. Все три проекта доступны с легкосплавными дисками размером от 19 до 21 дюйма.
Интерьер нового автомобиля также полностью динамичен в своей настройке. По желанию клиента могут быть установлены кожаная ручная обивка, акустическая система фирмы Revox, HD-экраны, высокотехнологичная информационно-развлекательная система, точка Wi-Fi и даже холодильник. Также на заказ можно приобрести коврики из овчины мериноса.

### Voltage Design
Немецкое тюнинг-ателье Voltage Design в 2014 году представило пакет модернизации автомобиля S65 AMG, включающий несколько этапов настройки.
Комплекс обновления экстерьера включает в себя аэродинамический обвес из углеродного волокна с особыми воздухозаборниками, карбоновые боковые юбки, крышки боковых зеркал, спойлер на крыше, задний диффузор и дополнительный карбоновый капот. В довершение к этому немецкая компания предлагает специальные углеродно-керамические тормоза с четырьмя-поршневыми суппортами и 420 мм передние и 370 мм задние (опционально 21-дюймовые) легкосплавные диски, в комплексе уменьшающие вес автомобиля на 30 кг.
Модернизация стандартного V12 силового агрегата состоит из двух этапов. Первый из них (Stage VD ONE) позволяет повысить производительность двигателя с 463 до 500 кВт (с 630 до 680 л. с.). В этом случае максимальная скорость автомобиля составляет 300 км/ч. При установке второго этапа пакета обновления (Stage VD TWO) мощность повышается до 529 кВт (719 л. с.), крутящий момент возрастает до 1150 Н·м. В этом случае максимальная скорость седана составляет 320 км/ч. Оба пакета используют воздушные фильтры высокого потока, «даун-пайпы» и перепрошивку электронного блока управления вместе с изменением Vmax для снятия электронного ограничения на максимальную скорость.
Стоимость карбонового обвеса на момент презентации автомобиля составляет €24 900, первый этап тюнинга двигателя — €3899, второй этап — €7899, тормозная система с легкосплавными дисками — €14 850.

### Brabus Rocket 900
На Женевском автосалоне 2015 года тюнинг-ателье Brabus представило модифицированный S65 AMG — Brabus Rocket 900.
12-цилиндровый двигатель S65 был полностью переработан инженерами компании. Установка собственного коленчатого вала BRABUS с большим ходом поршня и большим диаметром цилиндров, а также точно сбалансированных шатунов позволило увеличить объём двигателя до 6.3 литров. Две производительные турбины заменили на турбокомпрессоры, которые имеют больший блок компрессора и турбины, а также модифицированные выпускные коллекторы. На автомобиль установили приёмную трубу глушителя с диаметром 80 мм (3.1 дюйма), а также высокоэффективную выхлопную систему из нержавеющей стали BRABUS с металлическими катализаторами и активно контролируемым дроссельным клапаном. Для улучшения подачи воздуха был разработан и применён специальный приёмный модуль BRABUS 900, который втягивает воздух через воздуховод в вытяжном колпаке непосредственно от решётки радиатора. Новый впускной коллектор включает в себя специальный корпус воздушного фильтра с большим поперечным сечением и особые фильтры, а также понижающую температуру обшивку «Gold Heat Reflection». Идеальное взаимодействие высокопроизводительных компонентов обеспечили перепрограммированными системами впрыска и зажигания. Смазочные материалы для трансмиссии предоставил технологический партнёр MOTUL. Пневмоподвеска роскошного седана получила специальный модуль управления BRABUS AIRMATIC SPORT, благодаря чему дорожный просвет автомобиля снизился на 15 миллиметров без потери маневренности.
Результатом всех модификаций силового агрегата стал V12 двигатель с мощностью в 662 кВт (900 л. с. при минимум 5500 об/мин) и 1500 Н·м крутящего момента. Максимальная скорость ограничена на отметке 350 км/ч, разгон до 100 км/ч составляет 3.7 секунды (9.1 секунда до 200 км/ч). При этом автомобиль соответствует нормам выбросов Евро-6 (279 г/км). Расход топлива составляет (на 100 км): 17.1 л в городском цикле, 8.6 л на трассе и 11.9 л в смешанном цикле.
Визуально автомобиль выделяется благодаря расширенному карбоновому аэродинамическому комплекту, 20- и 21-дюймовым легкосплавным дискам BRABUS «PLATINUM EDITION» (9Jx21 задние и 10.5Jx21 передние) и изысканныму двухцветныму салону из тонкой кожи. Колёса оснащаются 255/35 ZR 21 передними и 295/30 ZR 21 задними высокопроизводительными шинами от компаний Continental, Pirelli и Yokohama. По желанию клиента могут быть установлены 22-дюймовые диски. Передний бампер от S65 получил новую оптимизированную форму, спойлер и покрытие из углеродного волокна. Последним также обзавелись передние крылья. Логотип тюнинг-ателье опционально может быть оснащён подсветкой, активирующейся чип-ключом или при открытии дверей. Задние бампер и спойлер получили округлую форму. Спортивная выхлопная система Rocket 900 с активным управлением дроссельной заслонкой позволяет владельцу активно управлять звуком одним нажатием кнопки.
В Brabus Rocket 900 также доступна инновационная мультимедийная система Brabus «iBusiness» с 15.6-дюймовым (16:9 TFT дисплеем. Она использует последнее поколение компьютерной техники компании Apple для развлечений и общения при помощи глобальной телефонии и интернета. Спидометр имеет максимальную отметку в 400 км/ч.
Стартовая цена автомобиля на момент начала продаж составляет €347 719.

### G-Power S63 AMG
Немецкое тюнинг-ателье G-power, известное по модификациям автомобилей марки BMW, представило осень 2015 года свой вариант S-класса W222 — G-Power Mercedes-Benz S63 AMG. Как видно из названия, за основу была взята модель S63 AMG.
Мощность стандартного 5.5-литрового V8 двигателя увеличилась с 585 до 705 л. с. (518 кВт) при 5000 об/мин благодаря установке модуля Bi-Tronik 5 V1, который интегрируется в компьютер двигателя и посылает команды, позволяющие турбине, изменяемым фазам газораспределения и иным компонентам производить больше энергии. Подобная модификация улучшила скорость разгона полноприводного автомобиля с 0 до 100 км/ч до 3.8 секунд. Максимальная скорость ограничена на отметке в 330 км/ч. Как и другие системы, разработанные G-power, установленный в автомобиль модуль переходит в автономный режим работы в том случае, если температура масла или воды превысила заводские рекомендуемые максимальные значения.
Из внешних отличительных особенности седана выделяются 5-спицевые (спаренные) 21×9 передние и 21×12.5 задние ультра-лёгкие легкосплавные диски HURRICANE RR с шинами размеров 265/30 и 295/30 соответственно. Интерьер автомобиля остался без изменений (S63 AMG).
Таким образом автомобиль полностью сохраняет внешний вид и экстерьер модели S63 AMG, но получает большую производительность. Стоимость пакета обновления для двигателя на момент дебюта составляет $6480, колёс — $8544 (без НДС).

### Mansory S63 AMG Coupe Black Edition
Осенью 2015 на Франкфуртском автосалоне тюнинг-ателье Mansory представило свой вариант автомобиля S63 AMG в кузове купе — Mansory S63 AMG Coupe Black Edition. Обновление включает в себя как внешние изменения, так и значительную модернизацию двигателя.
Твин-турбированный 5.5-литровый V8 двигатель S63 AMG подвергся значительному усовершенствованию пакетом производительности под названием M1000. Дополнительная мощность и крутящий момент достигаются благодаря новым шатунам, коленчатому валу, шатунным подшипникам, модифицированным турбокомпрессорам, новым системам всасывания и сжатия, а также спортивному выхлопу. В результате проведённых работы мощность двигателя выросла до 985 л. с. и 1400 Н·м крутящего момента при 1500—3500 об/мин. По заверению представителей компании, Mansory Black Edition развивает скорость в 100 км/ч за 3.2 секунды. Максимальная скорость ограничена отметкой в 300 км/ч.
Автомобиль оснащён цельными 22-дюймовыми легкосплавными дисками «SPIDER», на которые установлены 255/30 передние и 295/25 задние шины. Общая стилистика интерьера соответствует специальной серии Black Series. Дополнительно доступен ряд элементов, значительно дополняющих экстерьер автомобиля. Передняя часть модели включает в себя новый бампер и решётку радиатора. На заказ доступны сетчатые воздухозаборники. На автомобиле установлены заниженный диффузор, четырёхугольные завихрители, массивные задние крылья, капот с вентиляционными прорезями, огромные «жабры» в передних крыльях, боковые юбки и новый бампер. Новые крылья расширили автомобиль на 50 мм. Колёсные арки также были увеличены. Обновление получила и LED оптика. Mansory S63 AMG Coupe Black Edition отличается большим антикрылом на крышке багажника.
Салон автомобиля оснащён алюминиевыми педалями, рулевым колесом с новым спортивным дизайном, ковриками в кожаном обрамлении с логотипом тюнинг-ателье, а также освещением планок порогов. Сиденья обшиты углеволоконным материалом в купе с гофрированной кожей ручной отделки.
По заявлению компании Mansory всего будет собрано 6 экземпляров автомобиля.

## Производство и продажи

### Производство
Основное производство автомобилей S-класса 222 серии осуществляется на заводе в Зиндельфингене, Германия. Тем не менее, для удовлетворения спроса на местных рынках созданы производственные мощности в Китае.

### Продажи
В первой половине 2014 года 49 262 единиц серии Mercedes-Benz S-класс в 222 кузове были доставлены по всему миру, в том числе 11 231 в США, 4489 в Германию и 3260 в Японию. За весь 2014 год 103 737 седанов были доставлены клиентам по всему миру. Это лучший показатель с момента создания первой модели S-класса.
За 2015 год было продано 107 336 единиц 222 серии. Почти треть из них приходится на рынок Китая.
По состоянию на конец 2016 года было продано более 300 000 единиц автомобилей Mercedes-Benz W222. Более 10 % процентов всех автомобилей, проданных в сегменте S-класса, являются моделями Mercedes-Maybach.
| Календарный год | США    | Германия | Китай | Россия | Европа | Канада |
| --------------- | ------ | -------- | ----- | ------ | ------ | ------ |
| 2013            | 5678   | 4963     | n/a   | 885    | 8736   | 468    |
| 2014            | 25 276 | 8617     | n/a   | 4470   | 17 638 | 1094   |
| 2015            | 21 934 | 7312     | TBA   | 4408   | 16 583 | 1126   |
| 2016            | 18 803 | 6812     | TBA   | TBA    | 14 967 | 1049   |

## Награды
- Звание «Наиболее технологичный автомобиль года» по версии читателей журналов Auto Bild и Computer Bild, 2013 год[107].
- Награда «Золотой руль» в сегменте автомобилей класса-люкс от немецкой газеты Bild am Sonntag и европейского издания Auto Bild, 2013 год[108][109].
- Звание «Люксовый автомобиль года» по версии британского электронного издания CarBuyer, 2014 год[110].
- Звание «Лучший автомобиль люкс-класса» по версии интернет-портала Recombu, 2014 год[111].
- Звание «Лучший автомобиль люкс-класса» по версии британского издания Auto Express, 2014 год[112].
- Награда «AutoCar 5-Star» за прохождение тест-драйвов британского автомобильного журнала Autocar, 2014 год[113].
- Звание «Лучший представительский автомобиль» конкурса 2015 Diesel Car Awards, 2015 год[114][115].
- Награда «Лучший в мире автомобиль класса-люкс» (англ. World Luxury Car) по версии WCA, 2015 год[116].
- Награда «Лучший полноприводной автомобиль» в сегменте автомобилей с ценой более €40 000 по версии журнала Auto Bild, 2015 год[117].
- Награда «Лучший седан люкс-класса» по результатам голосования «Auto Trophy 2015 World’s Best Cars» от немецкого издания Auto Zeitung, 2015 год[118].

## Отзывы автомобилей
В конце декабря 2016 года компания Mercedes-Benz объявила об отзыве 208 автомобилей 222 серии в кузове купе (C217) и кабриолет (A217). Федеральное агентство по техническому регулированию и метрологии и подразделение АО «Мерседес-Бенц Рус» сообщили о начале отзывной кампании моделей, проданных на территории Российской Федерации с ноября 2015 года по март 2016-го, из-за проблем с устройством подачи ремня безопасности. Исправление дефекта, как сообщалось, заключалось в перепрограммировании блока управления в задней части автомобиля.

### Основная
- Кирилл Милешкин. Mercedes-Benz S-Class: в ожидании звезды // За рулём. — ООО «Издательство «За рулём», 2013. — 17 января (№ 1). — С. 144—146. Архивировано 29 ноября 2015 года.
- Дмитрий Зайцев. Сравнительный тест-драйв Mercedes-Benz S-Class – "Два короля" // Автопанорама. — 2013. — 13 декабря (№ 11). Архивировано 29 ноября 2015 года.
- Дмитрий Зайцев. Тест-драйв Mercedes-Benz S-Class – "Дело в размере" // Автопанорама. — 2014. — 22 сентября (№ 9). Архивировано 29 ноября 2015 года.
- Дмитрий Романенко. Mercedes-Benz S65 AMG: Элегантный, как рояль // Motor News. — ООО «Авто-Пресса», 2013. — 30 декабря (№ 12). Архивировано 29 ноября 2015 года.
- Илья Пименов, Олег Гетманенко, Константин Васильев. Флагманские седаны: электромотор против компрессора и турбины / Jaguar XJ, Lexus LS, Mercedes-Benz S-класса // Газета За рулём. — ООО «Издательство «За рулём», 2014. — 12 апреля (№ 6). — С. 24—29. Архивировано 29 ноября 2015 года.
- Johannes Liebl, Wolfgang Siebenpfeiffer. Die neue S-Klasse von Mercedes-Benz // ATZ extra. — Висбаден: Springer Vieweg, 2013. — Июль.

### Сервисные книги, руководства пользователя
- Mercedes-Benz S-Class Workshop - Introduction into Service Manual (04/2013). Model Series 222. — Германия: Mercedes-Benz / Daimler AG. — 128 с.